# Dagmar Neovius
Dagmar Neovius, née le 21 mai 1867 à Moscou (Empire russe) et morte le 27 juillet 1939 à Helsinki (Finlande), est une femme politique finlandaise membre du Parti populaire suédois. Elle est députée entre 1907 et 1909, entre 1910 et 1911 puis entre 1914 et 1917, comptant parmi les premières femmes parlementaires de l'histoire du pays.

## Biographie
Dagmar Neovius naît à Moscou en 1867. Elle est enseignante à l'école suédoise Nya svenska samskolan (en) entre 1889 et 1908, dirigeant également son propre établissement à partir de 1894. Elle est membre de la Ligue des féministes finlandaises et elle est l'une des fondatrices de l'organisation Martta. Pendant la résistance à la domination russe, elle est impliquée dans le mouvement Kagaali. Son école est fermée et elle déménage à Stockholm (Suède), d'où elle contribue à la distribution du magazine Fria Ord.
De retour en Finlande, Dagmar Neovius se présente aux élections législatives de 1907 sur la liste du Parti populaire suédois dans la circonscription sud de Turku. Élue, elle devient l'une des 19 premières femmes parlementaires de l'histoire du pays. Elle est la seule femme représentante de son parti au Parlement. Elle est réélue en 1908 mais perd son siège en 1909. Elle revient au Parlement après les élections de 1910. Elle perd de nouveau son siège aux élections de 1911, mais redevient députée en février 1914, représentant désormais la circonscription de Vaasa-Sud. Elle est réélue en 1916 et siège jusqu'en avril 1917. Pendant ses mandats parlementaires, elle siège à la Grande Commission et à la commission des affaires juridiques.
Entre 1909 et 1917, elle est rédactrice en chef des magazines Nutid et Samtid. Elle travaille ensuite comme directrice du Bureau du pain d'Helsinki jusqu'en 1921. En 1922, elle devint actuaire au Bureau des statistiques, fonction qu'elle occupe jusqu'en 1927. Elle meurt à Helsinki en 1939.